# Ao Vivo em São Paulo / SP
Ao Vivo em São Paulo / SP é o segundo álbum ao vivo e DVD do cantor brasileiro Gustavo Mioto, lançado em 22 de dezembro de 2017. O álbum recebeu disco de ouro pelas 190 milhões de execuções no Spotify.

## Sobre o álbum
O álbum apresenta 14 faixas, incluindo os sucessos "Impressionando os Anjos", "Anti-Amor" e "Coladinha em Mim", que receberam pelo Spotify discos de platina e platina duplo pelo alto desempenho em suas execuções. Possui participações especiais dos cantores Jorge & Mateus, Anitta, Gusttavo Lima e Maiara & Maraisa.

## Faixas
| N.º | Título                                  | Compositor(es)                                                                             | Duração |  |
| 1.  | "Relógio"                               | Edu / Renan / Breno / Caio César / Luan Santana                                            | 3:12    |  |
| 2.  | "Apaixonado e Meio"                     | Ricardo / Júnior Gomes / Graciano / Júnior Pepato                                          | 2:50    |  |
| 3.  | "Vida de Solteiro"                      | Robson Lima / DJ Nonony                                                                    | 2:58    |  |
| 4.  | "Anti-Amor" (part. Jorge & Mateus)      | Edu / Renan / Breno / Caio César / Luan Santana                                            | 2:45    |  |
| 5.  | "Flashback"                             | Edu / Renan Valim / Pedro Taveira / Thauã Fernandes                                        | 2:40    |  |
| 6.  | "Impressionando os Anjos"               | Gustavo Mioto / Theo Andrade                                                               | 3:28    |  |
| 7.  | "Onde Cabe Dois" (part. Gusttavo Lima)  | Lari Ferreira / Rafa Borges / Gustavo Mioto                                                | 3:04    |  |
| 8.  | "Meu Coração"                           | Lia Soares / Márcio Cruz                                                                   | 3:09    |  |
| 9.  | "Contramão"                             | Gustavo Mioto / Theo Andrade                                                               | 3:11    |  |
| 10. | "Mel de Marte" (part. Maiara & Maraisa) | Gustavo Mioto / Lari Ferreira / Rafa Borges                                                | 3:12    |  |
| 11. | "Câmera Lenta"                          | Sando Neto / Ray António / Paulo Pires / Diego Ferreira / Guilherme Ferraz / Everton Matos | 2:53    |  |
| 12. | "3 da Manhã"                            | Tierry / Filipe Escandurras                                                                | 3:54    |  |
| 13. | "Coladinha em Mim" (part. Anitta)       | Gustavo Mioto / Theo Andrade / Wallace Viana                                               | 2:50    |  |
| 14. | "Se Ela Voltar"                         | Rafa Torres / Chrystian Ribeiro / Ray Ferrari / Ivo Mozart                                 | 4:31    |  |